# Bullet LaVolta
Bullet LaVolta war eine zwischen 1986 und 1992 aktive US-amerikanische Band. Aufgrund der Melodiösität ihres Hardcore Punks findet sich als Stilbezeichnung auch oft Hardcore-Crossover oder nur Crossover.

## Geschichte
Ende 1986 lösten sich aus dem DJ-Stab des Harvard-Campus-Senders WHRB Clay Tarver, Corey „Loog“ Brennan und Bill Whelan heraus, um als Gitarristen beziehungsweise als Bassist eine Band zu gründen. Als Schlagzeuger fanden sie zunächst Chris „Cougar“ Guttmacher. Später stieß Kurt Davis aus Indiana dazu, der den Gesang übernahm und sich fortan „Yukki Gipe“ nannte. Der Bandname wurde einer Vorschlagsliste der Beatnik-Autorin Marianne Moore entnommen, worum die Ford Motor Company sie 1955 wegen der Benennung ihrer neuesten Modelle gebeten hatte. Bei College-Shows bekannter Künstler wie Henry Rollins (Rollins Band) diente man sich als Vorgruppe an, ehe der Sprung ins Musikgeschäft gelang.
1988 veröffentlichte die Band ihre erste EP Bullet LaVolta bei Taang! Records, die in Deutschland unter dem Titel Dead Wrong circa November 1988 bei Funhouse Records erschien. Bei den drei Liedern der A-Seite zeichnete noch Brennan für die Gitarrenarbeit verantwortlich, die drei Lieder der B-Seite hatte der neue Gitarrist Kenny Chambers eingespielt. Ihre erste LP The Gift erschien 1989 wieder bei Taang!. Daran schloss sich Ende 1989 eine US-Tour mit Soundgarden an. 1990 erschien die nächste EP Gimme Danger bei Metal Blade Records, die zwei Studioaufnahmen und drei Livestücke, darunter eine Coverversion von Detroit Rock City enthält, die mit dem zwischenzeitlich das Schlagzeug übernommenen Todd Philips eingespielt worden waren.
Wegen Stillstandgefahr wechselte die Band im selben Jahr von der Indie-Betreuung zu dem Major-Label RCA Records, welches die Rechte für die Wiederveröffentlichung von Bullet LaVolta und The Gift erwarb, die dann zusammen auf einer CD neu aufgelegt wurden. Am 24. November 1990 nahm sie an der WDR Rocknacht 7 teil. Vor dem Studioaufenthalt im März/April 1991 stieg Kenny Chambers, der noch an drei Liedern mitgeschrieben hatte, aus, da er zu seiner vorherigen Band Moving Targets zurückkehrte. Als Neuzugang in die Band aufgenommen wurde Duke Roth. Dave Jerden (Anthrax, Social Distortion, Jane’s Addiction, Alice in Chains) produzierte das nächste Album Swandive, das in den USA im September 1991 bei RCA und in Deutschland im Mai 1992 auf Glitterhouse/Sub Pop erschien.
1991 brachte Matador Records eine Zusammenstellung von Liveaufnahmen aus dem Jahr 1987 unter dem Titel The Gun Didn't Know I was Loaded heraus. Eine US-Tour erfolgte im November/Dezember 1991 mit Corrosion of Conformity und Prong, dem sich im Mai/Juni 1992 eine Clubtour in Deutschland anschloss. Ende 1992 löste sich die Band auf.

## Stil
Mark Day stellte im Metal Hammer fest, dass der für Bullet LaVolta typische Stil aus dem Hardcore heraus entwickelt worden sei und Punk- und Metal-Riffs mit Melodien und Rock-Strukturen beinhalte.
Auf den Newcomer bezogen sprachen Andrea Nieradzik im Metal Hammer und Peter Weiß im Break Out von Hardcore. Hardcore-Crossover nannte John Duke den Stil, wiederum im Metal Hammer. Andrea Nieradzik änderte, da auf The Gift der Heavy-Metal-Anteil zugenommen habe, die Beschreibung in Metal-Core um. Den Begriff Gitarren-Core verwendete die Musikexpress-Redaktion. Das Iron Pages meint dasselbe mit der Bezeichnung Power-Rock-Core. Doris Busch von EB/Metronom legte sich auf die Kategorie Crossover fest. Die Band selbst sprach von Punk, der mit dem Rock der 1970er-Jahre verknüpft worden sei.

## Diskografie
- 1988: Bullet LaVolta (auch: Dead Wrong) (EP, Taang! Records)
- 1989: The Gift (Album, Taang! Records)
- 1989: Over The Shoulder / X Fire (Promo-Single, RCA Records)
- 1990: Gimme Danger (EP, Metal Blade Records)
- 1990: Every Hungry Rabbit (Single, Glitterhouse Records)
- 1991: Swandive (Album, RCA Records)
- 1991: Swandive (Promo-Single, RCA Records)
- 1991: The Gun Didn't Know I Was Loaded 1987 (Album, Matador Records)
- 1992: My Protector (Promo-EP, BMG)